# Região Geográfica Intermediária de Barbacena
A Região Geográfica Intermediária de Barbacena é uma das treze regiões intermediárias do estado brasileiro de Minas Gerais e uma das 134 regiões intermediárias do Brasil, criadas pelo Instituto Brasileiro de Geografia e Estatística (IBGE) em 2017. É composta por 49 municípios, distribuídos em três regiões geográficas imediatas.
Sua população total estimada pelo Instituto Brasileiro de Geografia e Estatística (IBGE) para 1º de julho de 2018 é de 772.764 de habitantes, distribuídos em uma área total de 15.259,188 km², resultando numa densidade demográfica de 50,64 habitantes/km².
De acordo com a estimativa de julho de 2024 do Instituto Brasileiro de Geografia e Estatística (IBGE), Conselheiro Lafaiete é o município mais populoso da região intermediária, com 137.980 habitantes. Barbacena é o segundo município mais populoso, com 129.630 habitantes. Em terceiro lugar está São João del-Rei, com 94.062 habitantes.

## Regiões geográficas imediatas
| Região geográfica imediata                         | Municípios | População Estimativa 2018 | Área (km²) |
| -------------------------------------------------- | --- | ------------------------- | ---------- |
| Região Geográfica Imediata de Conselheiro Lafaiete | Belo Vale Capela Nova Caranaíba Carandaí Casa Grande Catas Altas da Noruega Congonhas Conselheiro Lafaiete Cristiano Otoni Desterro de Entre Rios Entre Rios de Minas Itaverava Jeceaba Lamim Ouro Branco Piranga Queluzito Rio Espera Santana dos Montes São Brás do Suaçuí Senhora de Oliveira | 347 490                   | 5 490,826  |
| Região Geográfica Imediata de Barbacena            | Alfredo Vasconcelos Alto Rio Doce Antônio Carlos Barbacena Barroso Cipotânea Desterro do Melo Dores de Campos Ibertioga Ressaquinha Santa Bárbara do Tugúrio Santa Rita de Ibitipoca Santana do Garambéu Senhora dos Remédios                                                                    | 236 918                   | 3 929,628  |
| Região Geográfica Imediata de São João del-Rei     | Conceição da Barra de Minas Coronel Xavier Chaves Lagoa Dourada Madre de Deus de Minas Nazareno Piedade do Rio Grande Prados Resende Costa Ritápolis Santa Cruz de Minas São João del-Rei São Tiago São Vicente de Minas Tiradentes                                                              | 188 356                   | 5 838,734  |
| Total                                              | 49 | 772 764                   | 15 259,188 |